# 絕版
絕版是不再出版的產品，如絕版的桌上遊戲、書籍、唱片、紅酒、貨幣、版畫、郵票、手工藝及藝術品等。常見的絕版原因是停產、限量發行(預算不足、限縮主打客群或飢餓行銷)、物料短缺、版權限制、法例規定、及製作科技更新、失傳等。
絕版商品有些是因為缺乏買家，所以上游決定停產；也有些是以上原因，現存版本成為絕版，奇貨可居。

## 差異
- 遺作
- 隨選列印

## 外部連結
- 絕版和例子 （页面存档备份，存于）